# F-Zero X
F-Zero X (エフゼロ エックス Efu Zero Ekkusu?, F-ZERO X) es un videojuego de carreras futurista desarrollado y distribuido por Nintendo en 1998 para la videoconsola Nintendo 64. Es la continuación de F-Zero de Super Nintendo, y el segundo videojuego de la serie del mismo nombre.

## Historia
En el año 2560, la humanidad se ha extendido por el universo, entrando en contacto con diferentes formas de vida alíenigenas, lo que resultó en la expansión del sistema social y político de la Tierra. Esto estableció unas fructíferas relaciones tanto culturales y tecnológicas como comerciales entre diversos planetas con la humanidad. Los multimillonarios que obtuvieron beneficios e influencia debido a los intercambios económicos a nivel intergaláctico, llegaron a conseguir un estilo de vida desahogado y lleno de lujos, aunque debido a la escasa cantidad de entretenimiento que tenían, idearon una nueva forma de diversión basada en las viejas carreras de Fórmula 1 en la que los automóviles utilizados flotarían a una cierta altura por sobre el asfalto de las pistas de carreras.

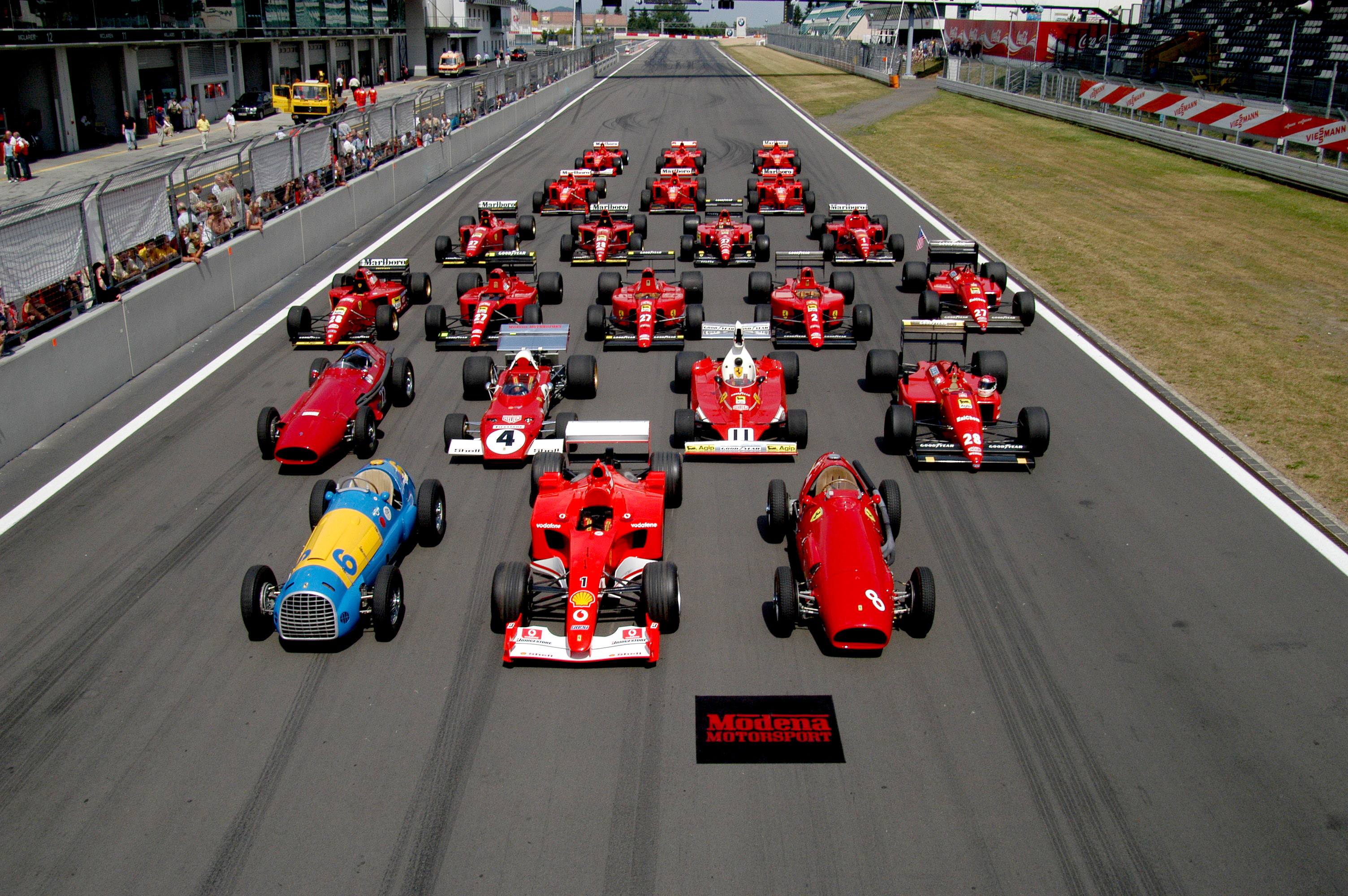
Las carreras F-Zero del 2560, utilizan el mismo estilo que los viejos Grand Prix de Fórmula 1.

## Modos de juego

### Grand Prix (Gran Premio)
El Grand Prix es un modo de juego donde corremos por la victoria de una copa, dividida en 6 carreras diferentes de 3 vueltas cada una. Hay un total de 5 copas, siendo las dos últimas desbloqueables, así como un total de 24 circuitos,. Este es el modo donde se consiguen todos los personajes desbloqueables.

### Time Attack (Contrarreloj)
En este modo, se trata de correr en cualquiera de los circuitos ya desbloqueados, intentando conseguir el menor tiempo posible en dar las 3 vueltas. No hay rivales en el circuito, aunque se puede guardar un fantasma de cualquiera de tus carreras, pudiendo competir contra él, intentando mejorar tu tiempo. Este modo de juego incluye los fantasmas de los creadores del juego. Estos son realizados con cualquiera de los pilotos seleccionables del juego. Los tiempos de estos fantasmas son muy buenos, requiriendo generalmente el uso de estrategias avanzadas de juego. Cada fantasma de pista se desbloquea consiguiendo sssaun récord de, como mucho, 10 segundos más que el récord del fantasma.

### Death Race (Carrera Mortal)
Un modo donde lo único que importa es destruir a los otros 29 jugadores en el menor tiempo posible, mediante el "spin attack", o el "side attack".

### VS Battle (Multijugador)
Éste es el modo multijugador. Aquí pueden correr de 2 a 4 jugadores humanos, en pantalla dividida. Se pueden configurar diversas opciones, como el retorno tras salirse de la pista, añadir competidores de la máquina (sólo en partidas de 2 jugadores), número de vueltas, etc. Sin embargo el deleite gráfico del juego se ve seriamente reducido. Los detalles de la pista como objetos y efectos especiales se eliminan en este modo de juego. Esto fue hecho para no sacrificar la velocidad del juego y la experiencia que ésta nos deja. Se pueden apreciar más estas reducciones cuando hay 4 jugadores compitiendo. El diseño de la pista es igual, pero al no haber objetos o detalles en la misma, puede llegar a sentirse como si se estuviera en una pista diferente.

### Practice (Práctica)
Juega en cualquier pista y vehículo que hayas desbloqueado, es ideal para entrenar cualquier pista del modo Grand Prix, y conocer cuales vehículos son ideales para cuales pistas (Carrera libre).

### Options (Opciones)
Ajusta las opciones del juego, principalmente las del modo multijugador.

### Create Course (Editor de Pistas)
Puedes crear tus propias pistas y jugarlas en cualquiera de los modos, es demasiado complicado de utilizar, debido a la gran cantidad de pasos que se tienen que hacer, en contrario del editor de naves, que es muy sencillo. Cabe destacar que esta opción es solo desbloqueable si se tiene el 64DD

### Create Machine (Garaje)
Crea naves de manera sencilla y rápida para ocuparas en cualquiera de los otros modos. Al igual que el editor de pistas, esta opción solo se desbloquea si se tiene el F-Zero Expansion Kit del 64DD.

## Aspectos nuevos y antiguos
- A diferencia del primer juego, se le es adherido el concepto de 3D tanto en los vehículos como en las pistas. Hay 30 corredores para seleccionar.

- Los antiguos personajes como Captain Falcon, Dr. Stewart, Samurai Goroh, Pico, hasta el anunciador, regresan en este juego.

- Se es capaz de atacar a un vehículo o planear. Muchos conceptos antiguos están, como el booster o el diseño de las murallas.

- También se le fue agregado un modo multiplayer donde hasta 4 jugadores pueden participar.

- El juego puede ser borrado y también cambiado en sus reglas, sin embargo esto no afecta el modo Grand Prix.

- También se puede hacer récords como se solía en la versión pasada y se le ha concedido una opción llamada Death Race para atacar a los corredores de carrera hasta acabarlos a todos en el menor tiempo posible.

- Las historietas de Captain Falcon harían más adelante la historia en un juego próximo llamado F-Zero GX.

## Gráficos
- El juego además de estar en 3D, se definió la posibilidad del Snes, que era mediante una historieta. Esto fue marcado posteriormente en este juego tanto la pantalla de introducción como el aspecto de los personajes.

- F-Zero dio a luz en este juego los aspectos que no se habían desarrollado aún, realizando el juego que realmente hubiera sido, en 3D, con sus detalles y dibujos.

## Dificultades
Este modo puede jugarse en 4 dificultades diferentes, siendo la última desbloqueable: Principiante, Estándar, Experto y Maestro. (Esta última desbloqueada al ganar las cuatro copas en dificultad Experto).
- En el modo Principiante, los corredores van a bajas velocidades y usan rara vez el turbo. Pocos atacan, siendo ideal para comenzar a aprender los controles del juego. Comenzarás con 5 vidas.
- En el modo Estándar, los corredores son más normales, usando turbos, atacando, etc, como si fueran jugadores casuales del juego, siendo un modo ideal para gente que lleva jugando poco tiempo. Comenzarás con 4 vidas
- .El modo Experto ya hace que los corredores usen astutamente sus turbos, ataques etc, necesitando unos conocimientos amplios del control del juego, y obligando a poner los cinco sentidos en la carrera. Comenzarás con 3 vidas.
- Por último, el modo Maestro es para personas que hayan dominado el juego, estando todos los pilotos al máximo de sus posibilidades, usando atajos, turbos y ataques en los momentos precisos. Un fallo puede significar perder en este modo, ya que comenzarás con tan sólo 2 vidas.

## Controller Pak
- El juego es capaz de usar un artefacto llamado Controller Pak, el cual le permite al jugador grabar sus récords y partidas. Sin embargo el juego tiene memoria propia para conservar algunas de sus propias expectativas.

## Expansion Kit

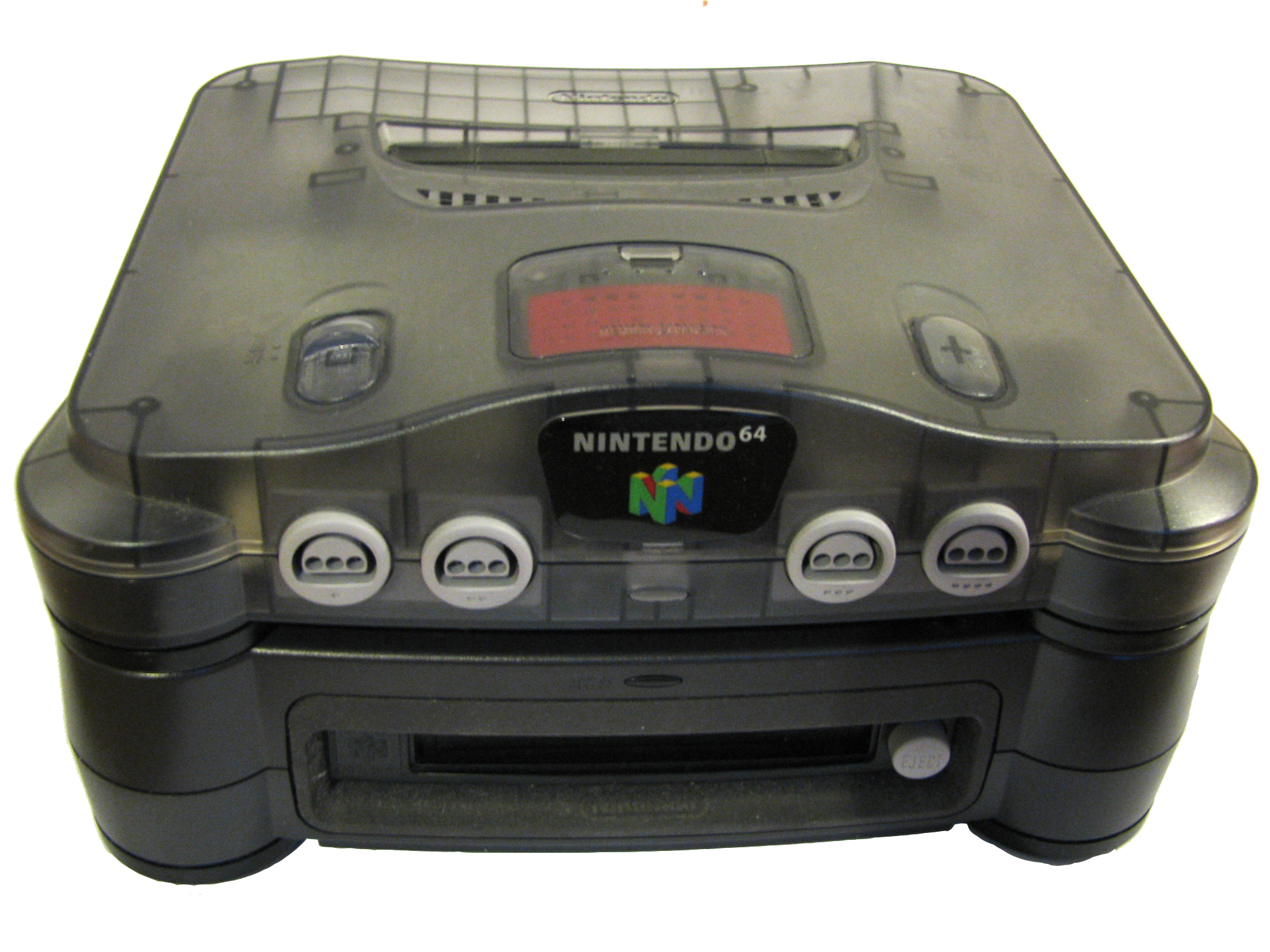
Nintendo 64, con el accesorio "Disk Drive", que solo apareció en Japón, al igual que el F-Zero X Expansion Kit.

Esta expansión para F-Zero X, incluía 12 nuevos circuitos, un editor de autos y de pistas. Y además, como el Expansion Kit tenía más memoria que el cartucho original, también incluyó 2 nuevas copas, una nueva banda sonora. Tanto como el Expansion Kit como el Nintendo 64DD sólo aparecieron en Japón.

## Pistas
Aunque cada pista sea similar a la otra, en otros juegos posteriores se le dio orígenes más aterrizados (sobre el suelo), dando forma a nuevas pistas. Las pistas que se encuentran en F-Zero X son un total de 24 normales y 12 del Expansion Kit, dando un total de 36. En la copa X, los circuitos se generan aleatoriamente mediante un algoritmo.

### COPA JACK
- Mute City (Ciudad Muda)
- Silence (Silencio)
- Sand Ocean (Océano Arenoso)
- Devil´s Forest (Bosque del Diablo)
- Big Blue (El Gran Azul)
- Port Town (Ciudad Portuaria)

### COPA QUEEN
- Sector α (Sector Alpha)
- Red Canon (Cañón Rojo)
- Devil´s Forest II (Bosque del Diablo II)
- Mute City II (Ciudad Muda II)
- Big Blue II (El Gran Azul II)
- White Land (Blancolandia)

### COPA KING
- Fire Field (Campo de Fuego)
- Silence II (Silencio II)
- Sector β (Sector Beta)
- Red Canon II (Cañón Rojo II)
- White Land II (Blancolandia II)
- Mute City III (Ciudad Muda III)

### COPA JOKER
(Aparece al completar 3 copas en standart)
- Rainbow Road (Senda Arcoíris)
- Devil´s Forest III (Bosque del Diablo III)
- Space Plant (Planta Espacial)
- Sand Ocean II (Océano Arenoso II)
- Port Town II (Ciudad Portuaria II)
- Big Hand (Gran Mano)

### COPA X
(Aparece al completar 4 copas en expert) La copa x presenta seis circuitos creados aleatoreamente por el cpu.
- X
- X II
- X III
- X IV
- X V
- X VI

### COPA DD-1
(Solo jugable en el Expansion Kit)
- Silence III (Silencio III)
- Sand Ocean III (Océano Arenoso III)
- Devil´s Forest IV (Bosque del Diablo IV)
- Port Town III (Ciudad Portuaria III)
- Devil´s Forest V (Bosque del Diablo V)
- Big Blue III (El Gran Azul III)

### COPA DD-2
(Solo jugable en el Expansion Kit)
- Mute City IV (Ciudad Muda IV)
- Space Plant II (Planta Espacial II)
- Port Twon IV (Ciudad Portuaria IV)
- Fire Field II (Campo de Fuego II)
- White Land III (Blancolandia III)
- Big Foot (Gran Pie)

## Planetas / Ciudades

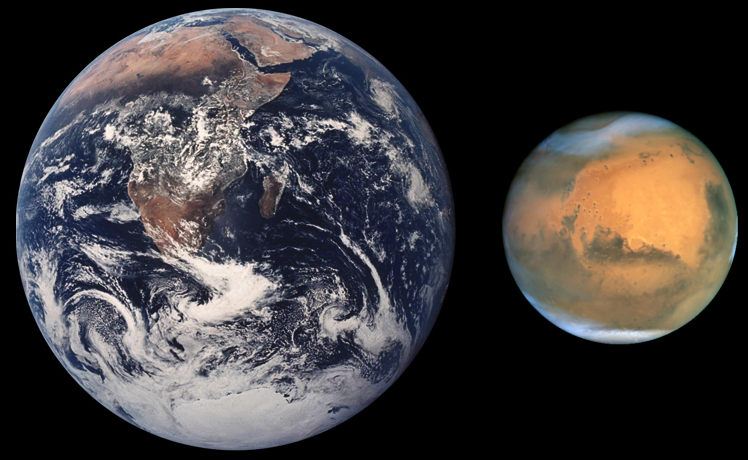
Los lugares donde están las pistas de F-Zero son tanto en Ciudades del Planeta Tierra, como también en otros Mundos del otro lado de la Galaxia.

- MUTE CITY: Una metrópolis terrestre en donde coexisten 1 billón de habitantes de toda la galaxia. Un centro de intercambio cultural y comercial a nivel galáctico y una de las pistas insignia de las carreras F-Zero (en la continuidad del anime, reemplaza a Nueva York).
- SILENCE: Ninguna criatura viviente llama a este sitio "hogar", un planeta donde lo único que se puede escuchar es el rugido de las naves F-Zero compitiendo.
- SAND OCEAN: Un planeta en los límites de la galaxia, aquí se encuentran las ruinas de una civilización de 20,000 años de antigüedad y cuyos vestigios tecnológicos son más avanzados que la tecnología actual del universo F-Zero. Es un mundo desértico donde la fauna tiene similitud con la vida marina terrestre, solo que la primera se desplaza por arena.
- DEVIL'S FOREST: Un mundo boscoso donde se pueden escuchar murmuros y ver espejismos. Se dice que este lugar está maldito.
- BIG BLUE: Este mundo está compuesto por 99% de agua y está protegido por grupos ecologistas que quieren evitar la explotación de recursos.
- PORT TOWN: Más conocido como el pueblo natal del Capitán Falcon, es un puerto terrestre donde arriban y salen miles de naves interestelares dedicadas al comercio y al transporte de pasajeros.
- SECTOR α Y β: En la necesidad de expandir las industrias y las fábricas, los terrestres recurrieron a la colonización de mundos dedicados únicamente a procesos de fabricación y manufactura; de esta forma, nacieron ambos sectores.
- RED CANYON: Un vasto cañón rocoso y desértico, de mala fama debido a que muchos bandidos y maleantes hacen de este lugar su guarida. Es el circuito de F-Zero menos seguro.
- WHITE LAND: Este planeta es un paraíso cubierto de hielo y nieve, con mucha afluencia turística debido a lo impresionante de sus paisajes y sus sitios.
- FIRE FIELD: Alguna vez fue un mundo minero a través del cual se obtenían muchos recursos; sin embargo, la avaricia de una de las compañías mineras hizo que se llevaran a cabo excavaciones más profundas en las que se golpeó un megavolcan y éste en consecuencia estalló. Ahora es un lugar inundado por lava.
- RAINBOW ROAD : Es un homenaje a la pista del mismo nombre de Mario Kart 64. Difiere en algunos detalles.
- SPACE PLANT: Un mundo distante a través del cual se hace llegar tecnología a los colonizadores o colonias más alejadas de los núcleos comerciales.
- BIG HAND: Nadie sabe a ciencia cierta en qué lugar se encuentra, pero es conocido porque se llevan a cabo investigaciones ultrasecretas; de hecho están tan bien resguardadas que, hasta ahora, no hay ni una sola palabra que mencione de qué tratan dichas investigaciones.Nadie sabe a ciencia cierta en qué lugar se encuentra, pero es conocido porque se llevan a cabo investigaciones ultrasecretas; de hecho están tan bien resguardadas que, hasta ahora, no hay ni una sola palabra que mencione de qué tratan dichas investigaciones.[cita requerida]
- BIG FOOT: Se cree que está ubicada en alguna una parte de Sand Ocean.  Pues desde la pista se puede observar un gigantesco desierto de arena.

## Personajes y vehículos

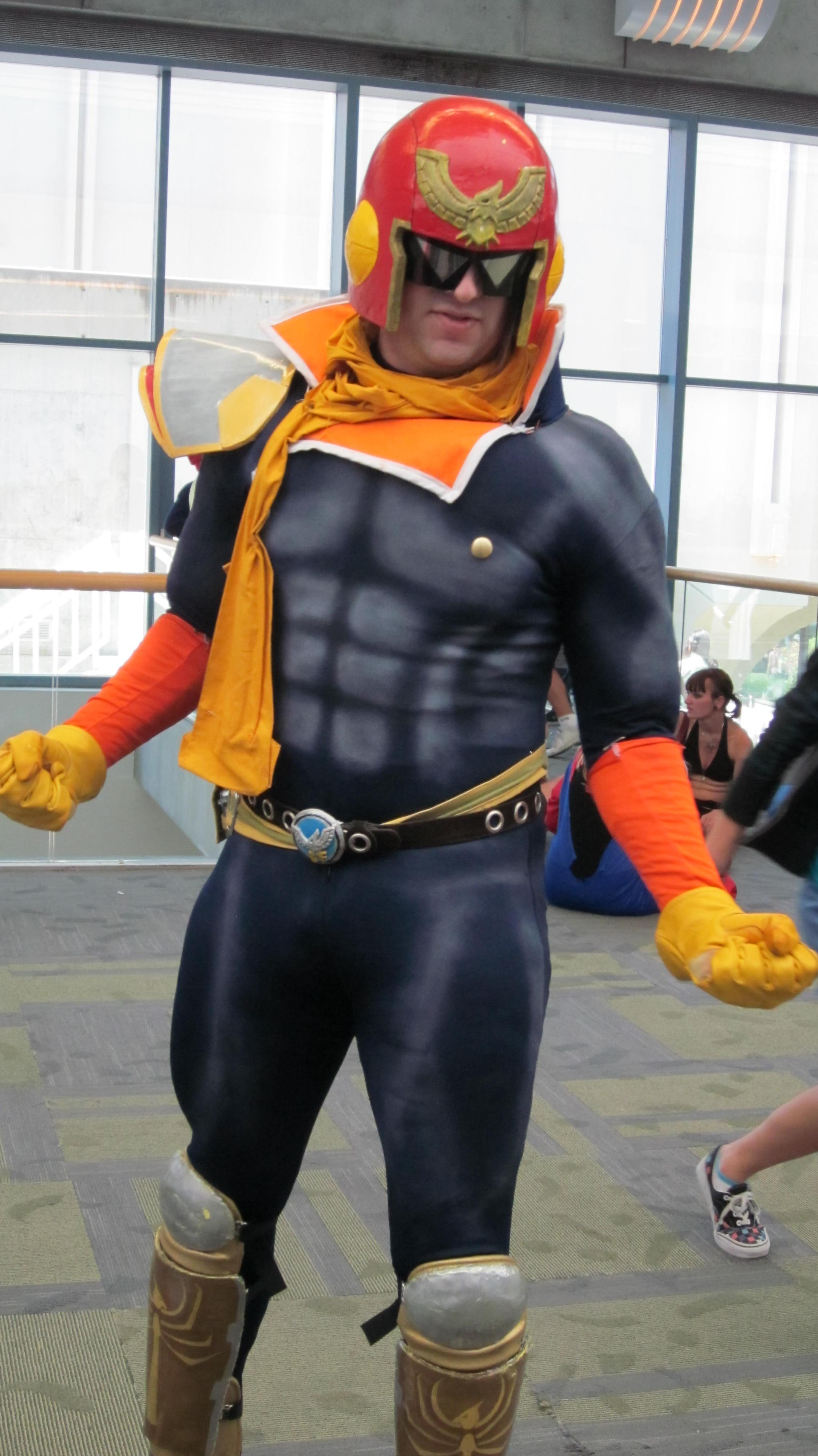
Capitán Falcon, el protagonista de la saga de F-Zero

- CAPTAIN FALCON ( 07 Blue Falcon) Aparece en el principio
- SAMURÁI GOROH (05 Fire Stingray) Aparece en el principio.
- PICO (06 Wild Goose) Aparece en el principio.
- JODY SUMMER (02 White Cat) Aparece en el principio.
- DR. STEWART ( 03 Golden Fox) Aparece en el principio.
- MIGHTY GAZELLE (01 Red Gazelle) Aparece en el principio.
- BABA (04 Iron Tiger) Desbloqueado si ganas las 3 copas en Novice.
- OCTOMAN (08 Deep Claw) Desbloqueado si ganas las 3 copas en Novice.
- DR. CLASH (29 Crazy Bear) Desbloqueado si ganas las 3 copas en Novice.
- MR. EAD (09 Great Star) Desbloqueado si ganas las 3 copas en Novice.
- BIO REX (15 Big Fang) Desbloqueado si ganas las 3 copas en Novice.
- BILLY (11 Mad Wolf) Desbloqueado si ganas las 3 copas en Novice.

- SILVER NEELSEN (23 Night Thunder) Desbloqueado si ganas las 3 copas en Standard.
- GOMAR & SHIOH (22 Twin Noritta) Desbloqueado si ganas las 3 copas en Standard.
- JOHN TANAKA (26 Wonder Wasp) Desbloqueado si ganas las 3 copas en Standard.
- MRS. ARROW (21 Queen Meteor) Desbloqueado si ganas las 3 copas en Standard.
- BLOOD FALCON (25 Blood Hawk) Desbloqueado si ganas las 3 copas en Standard.
- JACK LEVIN (14 Astro Robin) Desbloqueado si ganas las 3 copas en Standard.

- JAMES MCCLOUD (10 Little Wyvern) Desbloqueado si gana 1 copa en Expert.
- ZODA (13 Death Anchor) Desbloqueado si gana 1 copa en Expert.
- MICHAEL CHAIN (24 Wild Roar) Desbloqueado si gana 1 copa en Expert.
- SUPER ARROW (20 King Meteor) Desbloqueado si gana 1 copa en Expert.
- KATE ALEN (12 Super Piranha) Desbloqueado si gana 1 copa en Expert.
- ROGER BUSTER (28 Mighty Hurricane) Desbloqueado si gana 1 copa en Expert.

- LEÓN (19 Space Angler) Desbloqueado si dominas las copas en Expert.
- DRAQ (27 Mighty Typhoon) Desbloquado si dominas las copas en Expert.
- BEASTMAN (18 Hyper Speeder) Desbloqueado si dominas las copas en Expert.
- ANTONIO GUSTER (17 Green Panther) Desbloqueado si dominas las copas en Expert.
- THE SKULL (16 Sonic Phantom) Desbloqueado si dominas las copas en Expert.
- BLACK SHADOW (30 Black Bull) Desbloqueado si dominas las copas en Expert.

### Relanzamientos
F-Zero X fue relanzado en consolas posteriores de Nintendo tales como Wii, Wii U y Nintendo Switch (las primeras dos consolas a través de la consola virtual y esta última a través del servicio de pago Nintendo Switch Online).

## Recepción de la crítica
En general, la recepción crítica de F-Zero X fue positiva, el juego tiene un promedio total de 86,93% basado en 15 comentarios en Game Rankings y un Metascore de 85 en Metacritic. Los críticos en general elogiaron F-Zero X por su juego rápido, gran cantidad de cursos y vehículos, manteniendo una alta tasa de fotogramas con un máximo de treinta corredores en la pantalla al mismo tiempo, y el diseño de las pistas. Sin embargo, el juego ha sido muy criticado por su falta de detalle gráfico. Peer Schneider del IGN considera que el juego rival Wave Race con sus "controles perfectamente afinado y un nuevo enfoque a las carreras". El título recibió Juego del Mes de noviembre de 1998 de Electronic Gaming Monthly . Un editor declaró que "los gráficos pueden ser simples, pero son suaves y la acción es rápida".

## Otras apariciones
- El Mute City y Big Blue de F-Zero X aparecen nuevamente en Super Smash Bros. Melee. Parte de estos niveles aparecen también los corredores de la saga.
- El Capitán Falcon aparece con su diseño de F-Zero X en los juegos de Super Smash Bros y Super Smash Bros. Melee
- Octoman, uno de los personajes elegibles en F-Zero X, también aparece en el videojuego Star Fox Command, dessarrollado por Nintendo.
- El circuito de Rainbow Road también aparece en Mario Kart 64  y Mario Kart 8.
- El.  circuito de Port Town 2 aparece en su precuela F-Zero  y una de sus secuelas: F-Zero GP Legend

## Curiosidades
- El título del juego en la versión beta era F-Zero 64
- Ha reaparecido este juego en la Consola Virtual de Wii.
- Hay un anime de F-Zero que narra la historia del Capitán Falcon.
- El personaje James McCloud hace alusión al padre de Fox McCloud protagonista de la serie Star Fox.

## Véase también

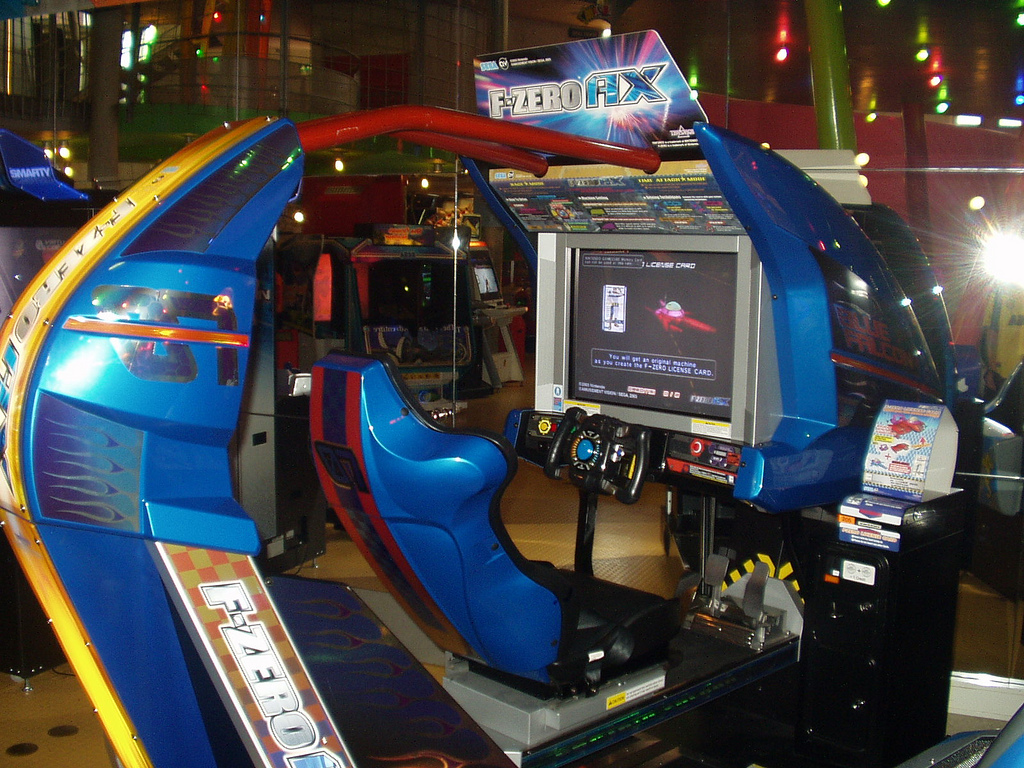
Un Arcade de F-Zero AX, uno de los muchos juegos de esta saga.